# Pico do Fogo

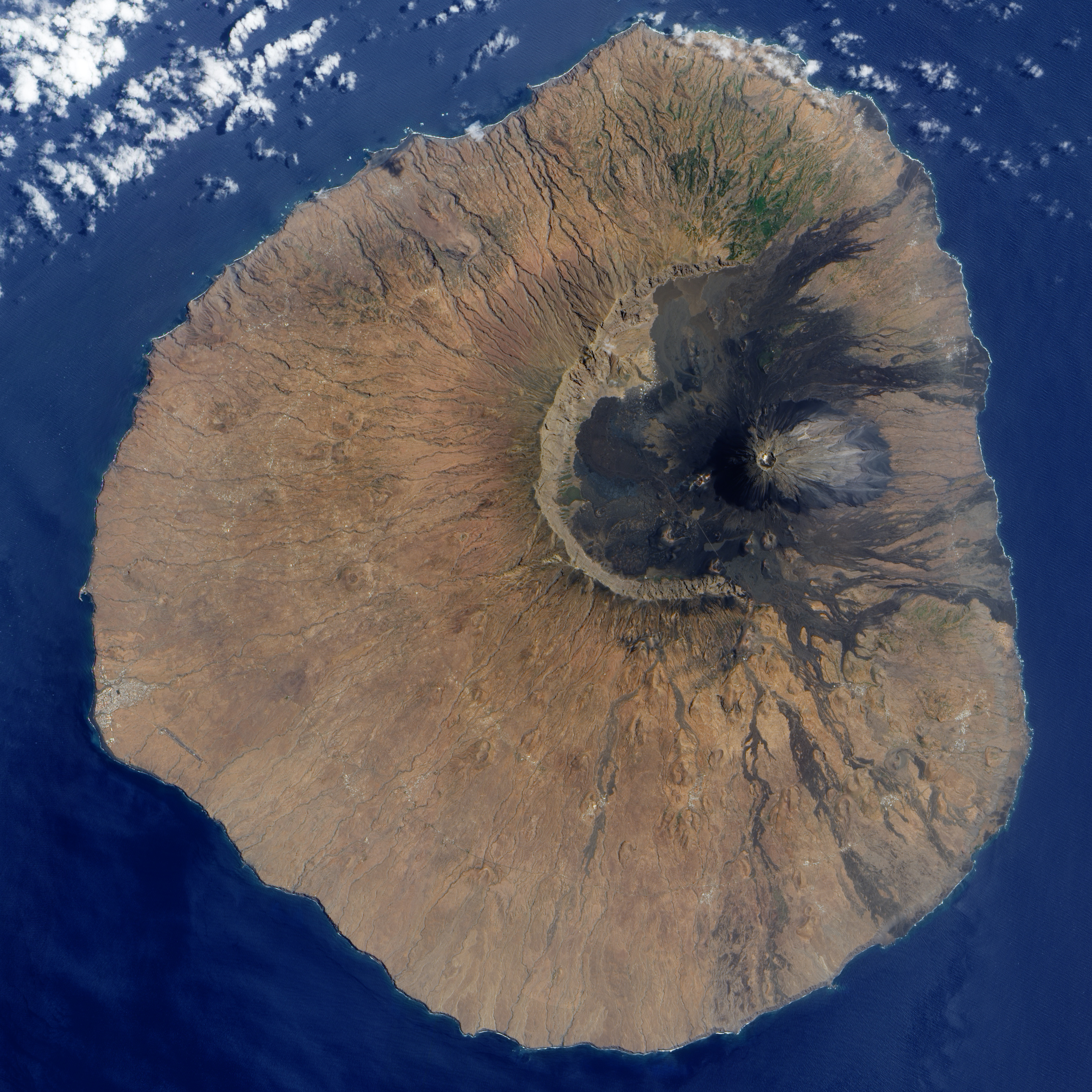
Insel Fogo (NASA)

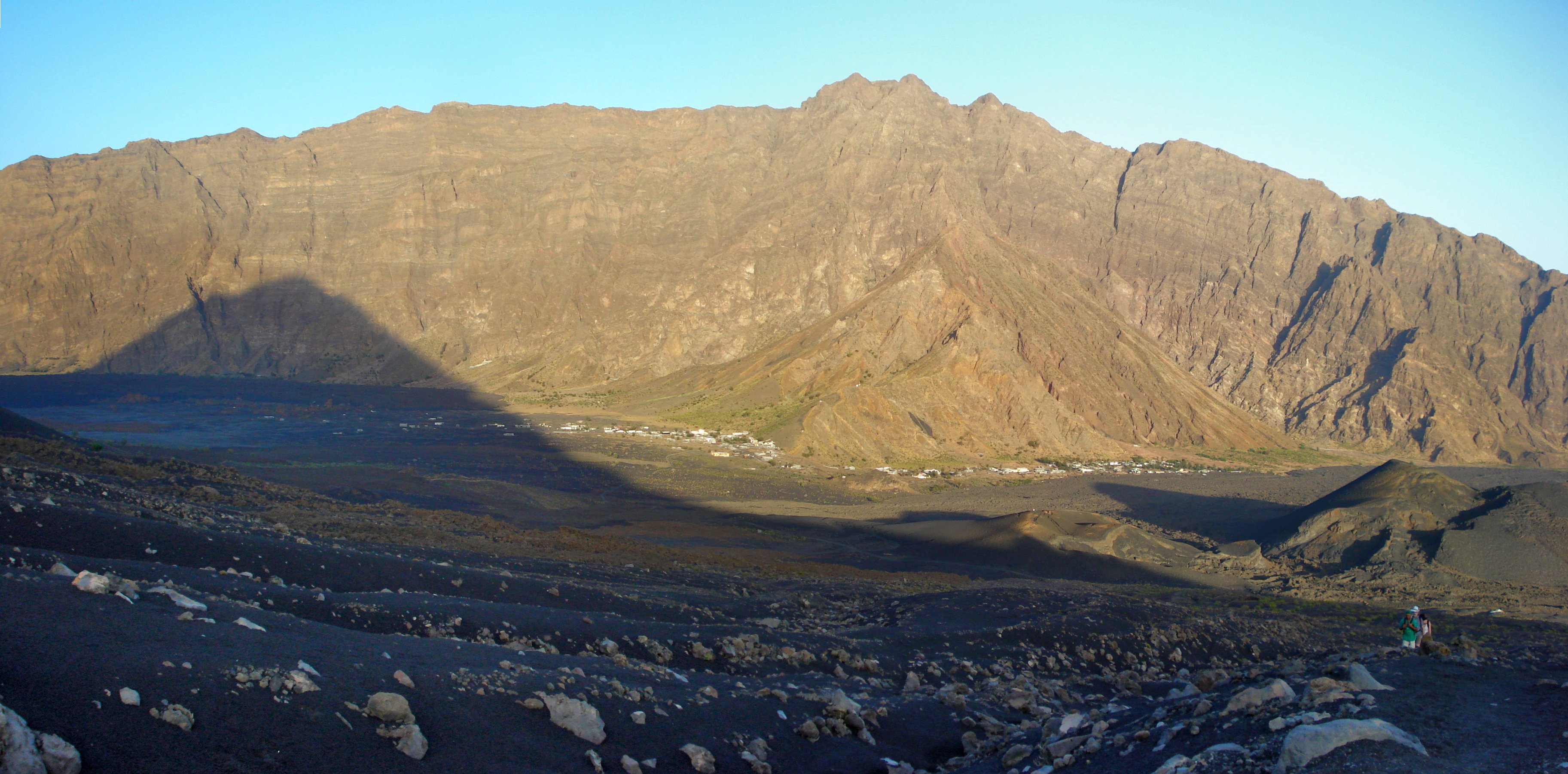
Chã das Caldeiras am frühen Morgen, links der Schatten des Pico

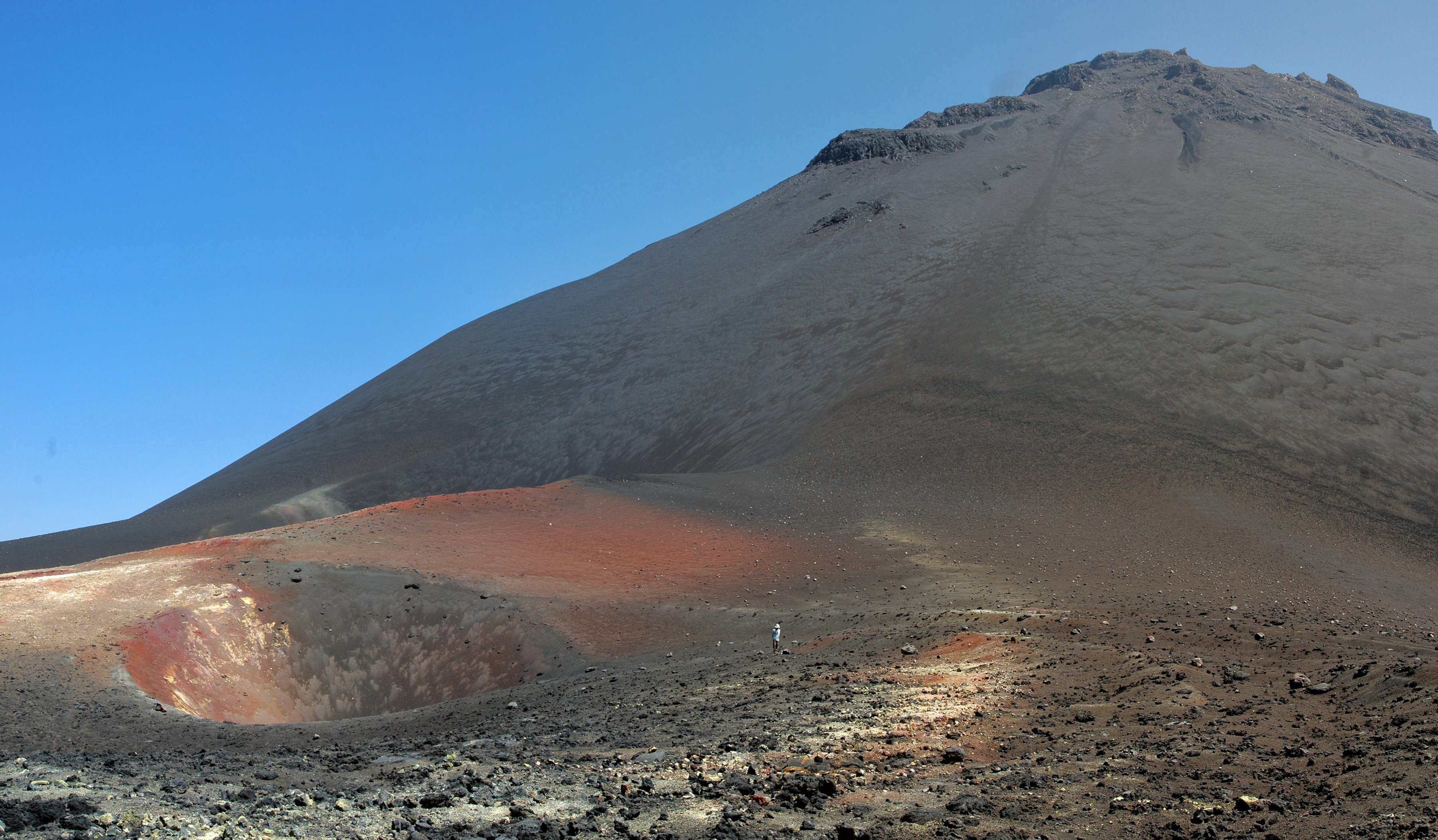
Gasaustritt-Schlote des Pico Pequeno,
oben Gipfel des Pico

Der Pico do Fogo (Spitze oder Gipfel des Feuers, bzw. Feuerspitze oder Feuergipfel) auf der Insel Fogo ist mit 2829 m der höchste Berg der Kapverdischen Inseln und nach dem Teide auf Teneriffa die zweithöchste Makaronesiens.

## Geographie
Der Pico do Fogo ist ein Schichtvulkankegel, der sich etwa 1200 m über der Ostseite des Chã das Caldeiras erhebt. Der Chã das Caldeiras ist ein halbkreisförmiger Felskessel in einer Höhe zwischen 1600 m und 1700 m über dem Meer mit einem Durchmesser von ca. 9 km. Der Chã das Caldeiras ist jedoch kein klassischer Einsturzkrater, sondern ist durch einen enormen Erdrutsch entstanden. Danach hat sich auf der Ostseite der Pico do Fogo aufgebaut. Im Süden und im Westen wird der Chã das Caldeiras von fast senkrechten, 1000 m hohen Felswänden, der Bordeira de Fogo, überragt.
Ein gewaltiger Ausbruch aus dem Hauptkrater des Pico im Jahr 1680 gab der damals „São Filipe“ genannten Insel den bis heute beibehaltenen Namen Fogo (dt.: „Feuer“). In den Jahren 1785, 1799, 1847, 1852, 1857 und 1951 folgten weitere Ausbrüche.
Beim Ausbruch am 2. April 1995, dessen Lavafluss sich auf das Innere der Chã das Caldeiras beschränkte, entstand ein kleiner Nebenvulkan (Pico Pequeno 1950 m) am westlichen Fuß des Pico. Nach dem Ausbruch des Pico Pequeno wurden große Teile der Kulturlandschaft in der Caldeira zerstört, die 2000 Einwohner wurden vorübergehend evakuiert.
Am Morgen des 23. November 2014 kam es zu einem erneuten Ausbruch mit Asche- und Lavaauswurf an derselben Stelle wie beim Ausbruch von 1995. Die andauernde Eruption zerstörte bis zum 7. Dezember 2014 den südlichen und mittleren Teil von Portela und etwa 70 % der benachbarten Gemeinde Bangaeira. Die Eruption nahm an Intensität zu und bedeckte den Weiler Portela größtenteils mit einem Lavastrom, der das gesamte Hab und Gut der Einwohner zerstörte. Am 8. Februar 2015 stellte der Vulkan nach 77 Tagen seine eruptive Tätigkeit wieder ein.
Nach wie vor sind die Lebensbedingungen nicht einfach, es gibt keine öffentliche Wasser- und Stromversorgung. Aufkeimender Tourismus und in geringem Umfang betriebener Weinbau sind die Haupteinnahmequellen. Der Pico ist Teil eines Naturschutzgebietes. Für die Wanderung zum Gipfel ist Begleitung durch einen Bergführer vorgeschrieben. Mit São Filipe, dem Hauptort der Insel Fogo, ist der Ort Chã das Caldeiras durch eine Straße über Salto und Monte Largo verbunden und mit Taxi, PKW sowie Sammeltaxen („Aluguer“, einmal täglich) zu erreichen. An den Nordosthängen der Insel werden u. a. Kaffee, Bohnen, Orangen, Bananen und Mais angebaut. Der Osthang des Pico ist nicht zugänglich. Es führt eine Straße entlang der Küstenlinie am Vulkan vorbei nach Mosteiros durch eine sehr karge Landschaft. Der Vulkan ist fast auf der gesamten Strecke gut zu sehen.

## Geologie

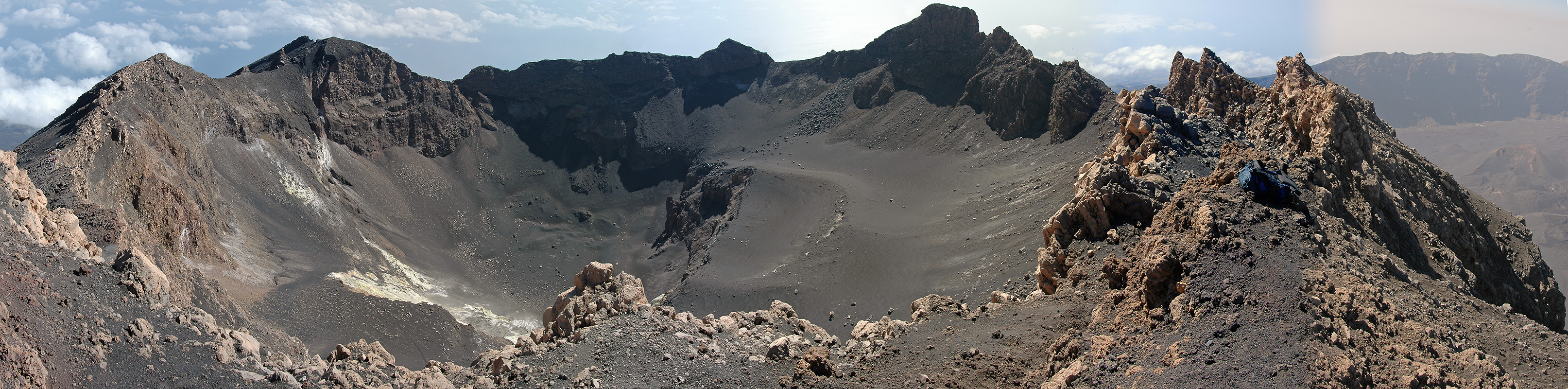
Blick in die Krater des Pico do Fogo

Mit rund 30 Eruptionen seit seiner Entdeckung im 15. Jahrhundert ist der Pico do Fogo einer der aktivsten ozeanischen Schichtvulkane der Erde. Die Ausbrüche erfolgten bis 1769 über den Zentralschlot, seit 1785 jedoch anhand Nord-Süd-orientierter Spalten an den Flanken des Vulkans. Geologisch werden die Förderprodukte des Pico do Fogo zum jüngsten Stadium Fogos gerechnet, dem Stadium der Chã-das-Caldeiras-Gruppe. Sie folgen auf die Ablagerungen der Monte-Amarelo-Gruppe, die mit dem gigantischen, jungpleistozänen Flankeneinsturz vor zirka 123.000 bis 62.000 Jahren BP ihr katastrophales Ende fanden. Seit diesem Zeitpunkt wurde der Chã das Caldeiras allmählich von dem langsam heranwachsenden Pico do Fogo verfüllt. 
Petrologisch handelt es sich bei den Förderprodukten des Pico do Fogo um untersättigte, alkalische Vulkanite der Differentiationsreihe Basanit/Tephrit/Phonotephrit. Auch etwas alkalireichere Foidite treten gelegentlich auf. Die beiden Ausbrüche von 1951 und 1995 lieferten ebenfalls diese Gesteine. Mineralogisch bestehen diese porphyrischen (mit 15–20 Vol.-% Phänokristallen in einer glasigen bis mikrokristallinen Grundmasse) Vulkanite aus Klinopyroxen, Amphibol, Magnetit und Olivin als Phänokristalle bzw. Mikrophänokristalle sowie Klinopyroxen, Magnetit und untergeordnet Feldspat, Melilith, Leucit (selten) und Amphibol in der Grundmasse. Selten vorkommende Kristalle von Olivin und Plagioklas werden bei den Phonotephriten als Xenokristalle gedeutet. Apatit tritt als säulige Einschlüsse in Klinopyroxen- und Amphibolphänokristallen auf. Seltene mafische Xenolitheinschlüsse sind Pyroxenite und pyroxenführende Hornblendite.
Detaillierte thermobarometrische Untersuchungen von E. Hildner u. a. (2011) mittels Flüssigkeitseinschlüssen in Klinopyroxen- und Olivinkristallen ergaben für die letzten beiden Eruptionen des Pico do Fogo folgende Resultate. Die Hauptmagmakammer befindet sich in etwa 16 bis 24 Kilometer Tiefe, d. h. im obersten Lithosphärenmantel nur unwesentlich unterhalb der ozeanischen Kruste. In ihr vollzog sich die Differenzierung des basanitischen Stammmagmas durch fraktionierte Kristallisation. Die Entwicklung zu den Phonotephriten dürfte sich wahrscheinlich in einem abgesonderten Bereich vollzogen haben, der eine höhere Fraktionierung ermöglichte. Beim Magmenaufstieg kam es in der ozeanischen Unterkruste in 10 bis 12 Kilometer Tiefe zu einer kurzzeitigen Stagnation (engl. magma ponding) von mehreren Stunden bis Tagen.